# Milne (Familienname)
Milne ist ein ursprünglich berufsbezogener Familienname schottischer Herkunft, der überwiegend im englischen Sprachraum vorkommt.

## Namensträger
- A. A. Milne (Alan Alexander Milne; 1882–1956), britischer Schriftsteller
- Adam Milne (* 1992), neuseeländischer Cricketspieler
- Alasdair Milne († 2013), britischer Fernsehproduzent und -intendant
- Alexander Milne (1806–1896), britischer Admiral of the Fleet
- Alphonse Milne-Edwards (1835–1900), französischer Ornithologe, Karzinologe und Naturforscher
- Andy Milne (* 1967), kanadischer Jazzmusiker
- Angela Milne (* um 1971), australische Triathletin
- Archibald Berkeley Milne, (1855–1938), britischer Admiral
- Christine Milne (* 1953), australische Politikerin
- Christopher Robin Milne (1920–1996), britlischer Autor

David Campbell Milne (* 29. Januar 1939) ist ein ehemaliger simbabwischer Bogenschütze.

## Karriere
David Milne nahm an den Olympischen Spielen 1980 teil. Im Einzelwettkampf belegte er den 34. Platz.